# Utrechtse caravaggisten

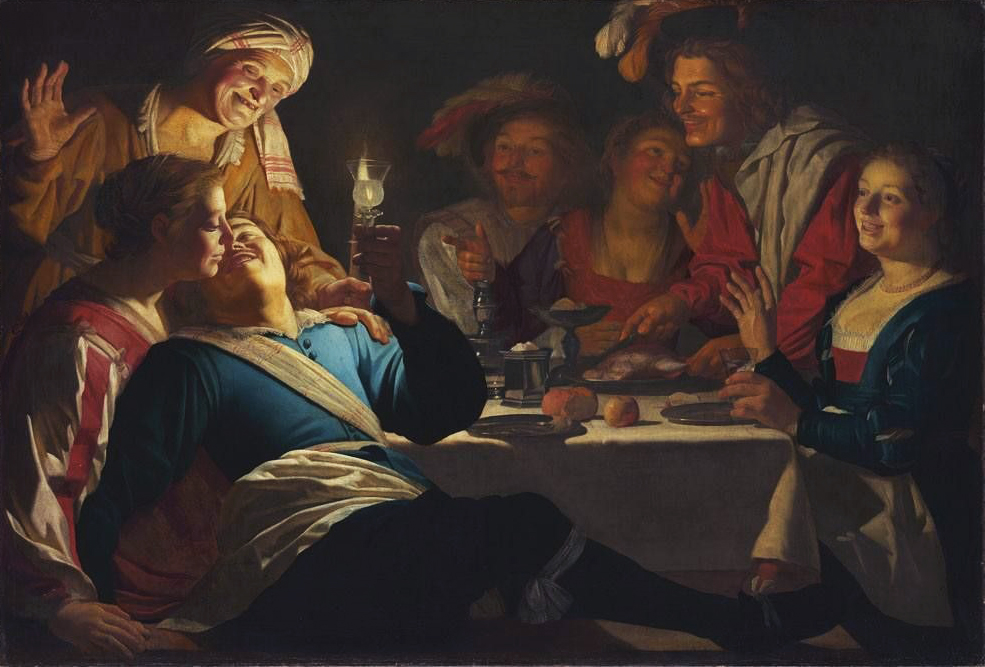
Vrolijk Gezelschap van Gerard van Honthorst, in de literatuur ook De verloren zoon genoemd.

Onder de Utrechtse caravaggisten wordt een groep schilders verstaan die in de eerste decennia van de zeventiende eeuw als onderdeel van hun opleiding naar Italië reisden, daar sterk onder de invloed van de werken van Caravaggio kwamen en na terugkomst ten tijde van de Republiek der Zeven Verenigde Nederlanden in Utrecht werkzaam waren. Zij maakten deel uit van een Europese kunststroming die bekendstaat als het caravaggisme.
De voornaamsten onder hen zijn Hendrick ter Brugghen, Dirck van Baburen en Gerard van Honthorst. Andere schilders die in caravaggistische trant werkten zijn onder meer Jan van Bijlert, Jan Gerritsz. van Bronchorst en Nicolaes van Borculo. Een late vertegenwoordiger van deze stijl is Aelbert van der Schoor. Ter Brugghen wordt vandaag de dag beschouwd als de belangrijkste vertegenwoordiger, maar wordt pas sinds half twintigste eeuw in zijn algemeenheid gewaardeerd als een uitstekend schilder. Bij leven lijkt hij geen grote reputatie te hebben gehad.  
Een bijzondere positie wordt ingenomen door Matthias Stom. Stom is in Utrecht opgeleid, maar bleef na zijn leertijd in Rome in Italië. Zijn werk bevindt zich in veel buitenlandse musea, maar is in Nederland relatief onbekend.
Overigens is het aannemelijk dat zij niet alleen rechtstreeks zijn beïnvloed door Caravaggio (die zij, met een eventuele uitzondering voor Ter Brugghen, niet persoonlijk gekend kunnen hebben), maar ook door schilders die al enige tijd in diens trant werkten, zoals Bartolommeo Manfredi en Orazio Gentileschi.
Typerend voor de Utrechtse caravaggisten is de realistische schildertrant en de bijzondere behandeling van het licht (clair-obscur). Beide kenmerken waren ontleend aan Caravaggio. 
Voor alle schilders geldt dat zij enerzijds historiestukken schilderden (Bijbelse en mythologische onderwerpen), en anderzijds genrestukken van een bijzondere soort: meestal waren het muzikanten, spelers of drinkers die zij ten halven lijve, dicht op de toeschouwer afbeeldden. Een opvallend thema was dat van de koppelaarster.
Het is een vreemd fenomeen dat deze groep vrij geïsoleerd in Utrecht actief was. Hun werken komen nogal on-Nederlands over, en werden daardoor ook lange tijd min of meer over het hoofd gezien. Tegenwoordig is er weer meer belangstelling voor deze schilders. Men is tot het inzicht gekomen dat zij een belangrijke schakel vormden tussen de Italiaanse barokkunst van Caravaggio en Nederlandse schilders als Rembrandt (clair-obscur), Frans Hals (genrestukken) en Vermeer (kleurgebruik). Samen met andere caravaggisten actief in Italië en Woerden, zette de groep ook de toon voor latere kunstenaars die in een door caravaggisme geïnspireerde wijze werkten, zoals Georges de La Tour in Lotharingen en Jan Janssens in Gent.
Onder de titel Geef Utrechtse Meesters een gezicht werden in 2018 en 2019 drie schilderijen van Utrechtse caravaggisten als muurschilderingen aangebracht op panden in Utrecht.